# Lazarus (аніме)
Lazarus (яп. LAZARUS ラザロ, Razaro) — оригінальний аніме-серіал виробництва студій MAPPA та Sola Entertainment. Серіал транслювався в Японії на телеканалі TV Tokyo та його філіях, а також у США в програмному блоці Toonami телеканалу Adult Swim (разом із канадською версією) з квітня по червень 2025 року.

## Сюжет
2049 рік. На планеті панує епоха безпрецедентного миру та процвітання. Причина: людство звільнилося від хвороб і болю. Доктор Скіннер розробив чудодійні ліки під назвою «Хапна», що виліковують все. Однак невдовзі після офіційної презентації «Хапни» доктор Скіннер зникає.
Три роки потому світ змінився. Але доктор Скіннер повернувся, цього разу як провісник катастрофи. Скіннер оголошує, що Хапна має короткий період напіврозпаду, тому всі, хто прийняв її, скоро помруть. У відповідь на цю загрозу збирається спеціальна група з 5 агентів з усього світу, щоб знайти Скіннера і створити вакцину. Кодова назва цієї групи — «Лазар».

## Персонажі
Аксель Джилберто (яп. アクセル・ギルベルト, Akuseru・Giruberuto)
Молодий 23-річний бразилець, який спочатку провів у в'язниці три роки за незначним звинуваченням, але з тих пір отримав кілька довічних ув'язнень загальною тривалістю 888 років через свою звичку знаходити способи втекти з будь-якої в'язниці, куди б його не відправили. Неймовірно спритний і, здавалося б, безстрашний, він може використовувати свою кмітливість і фізичні навички паркуру, щоб уникнути майже будь-якої ситуації. Він прямолінійна і доброзичлива людина, але також випромінює дещо відлюдькувату особистість.
Дуглас «Дуг» Хадін (яп. ダグラス・"ダグ"・ハディン, Dagurasu・"Dagu"・Hadin)
Молодий нігерієць, інтелектуал і координатор команди. Він має чудові фізичні здібності і залишається спокійним і зібраним під тиском. Він чутливий і делікатний, звертає увагу на дрібні деталі. Він також має високий рівень гордості. У коледжі він вивчав фізику і колись, до одкровення Хапни, вважав доктора Скіннера прикладом для наслідування.
Крістін (Кріс) (яп. クリスティン (クリス), Kurisutin (Kurisu))
Молода росіянка, загалом весела і відверта, розмовляє з будь-ким у дружній манері. Вона спеціалістка зі зброї, добре володіє багатьма видами вогнепальної зброї. Вона багато п'є, оптимістично налаштована і має суворий характер старшої сестри, який не лестить ні чоловікам, ні жінкам.
Ліланд (яп. リーランド, Rīrando)
Канадський підліток, який вміє пілотувати дрони. Він зчитує ситуацію і реагує на неї, але не говорить того, що насправді думає. Він також не любить говорити про свою сім'ю через своє складне походження. Одне з його захоплень — егосьорфінг.
Елейна (яп. エレイナ, Ereina)
15-річна дівчинка-підліток з Гонконгу, яка має проблеми з комунікацією і не може приєднатися до розмови людей, але також є всесвітньо відомим таємним хакером, відомим як «Mad Screamer».
Херш Ліндеманн (яп. ハーシュ・リンデマン, Hāshu・Rindeman)
Лідер команди, літня жінка, яка виступає в ролі контактної особи з урядом США. Вона має багато зв'язків з великими корпораціями та національними організаціями. Вона ефективна і виконує свою роботу, не піддаючись емоціям. У гніві вона може бути страшною.
Абель (яп. アベル, Aberu)
Нинішній директор АНБ (Агентства національної безпеки). Він незворушний і завжди зберігає спокій. Його надмірно раціональний спосіб мислення призвів до того, що його колеги поширюють чутки про те, що він насправді є штучним інтелектом людини.
Доктор Деніз Скіннер (яп. デニズ・スキナー博士, Denizu・Sukinā-hakase)
Триразовий лауреат Нобелівської премії, нейробіолог, який обдурив людство своєю панацеєю від усіх хвороб — препаратом «Хапна», який згодом виявився смертельною отрутою, що вб'є кожного, хто його прийме, через три роки. Він стверджує, що перша хвиля людей помре приблизно через 30 днів після його оголошення, якщо його не вдасться розшукати.

## Виробництво та випуск
Серіал був оголошений Adult Swim у липні 2023 року, і його режисером став Шінічіро Ватанабе, відомий режисером аніме-серіалу «Ковбой Бібоп». Чад Стахельскі, відомий режисером франшизи про Джона Уіка, займається розробкою екшен-сцен. Для музичної композиції в серії буде представлено музику від джазового саксофоніста Камасі Вашингтона, а також продюсерів, діджеїв і музикантів Bonobo та Floating Points. Анімацію для серіалу зробить студія MAPPA, а Sola Entertainment займатиметься загальним виробництвом.
Тизер-трейлер серіалу було показано на панелі Adult Swim «Toonami on the Green» на Comic-Con у Сан-Дієго 22 липня 2024 року. Під час презентації продюсери заявили, що проект планують завершити до 2024 року, але не пообіцяли, що серіал вийде в цьому році. У липні 2024 року було оголошено, що аніме вийде в ефір у 2025 році.
В інтерв’ю, даному в жовтні 2024 року, Ватанабе сказав, що опіоїдна криза була одним із джерел натхнення для створення аніме. Він зазначив, що продюсерська група тісно співпрацювала зі Стахельскі, щоб забезпечити хореографією для бойових сцен, а також про те, що команді довелося наймати аніматорів за межами Японії через брак досвідчених людей, яких вони могли б найняти на батьківщині для таких сцен. В інтерв’ю в листопаді 2024 року Ватанабе згадав, що він високо цінує фільми про Джона Уіка за те, як були зроблені бойові сцени.
У грудні 2024 року було випущено новий візуальний ролик разом із оголошенням про те, що Камасі Вашингтон виконає відкриваючу пісню «Vortex», а The Boo Radleys виконає заключну пісню «Lazarus».
У січні 2025 року було оголошено, що аніме транслюватиметься в Японії, починаючи з квітня 2025 року, на TV Tokyo та його філіях. Adult Swim незабаром після цього оголосив в Instagram про те, що серіал також буде транслюватися того ж місяця в своїй мережі. У лютому 2025 року було оголошено, що аніме вийде в ефір 6 квітня 2025 року в Японії та США майже одночасно.